# Чорноморська вулиця (Київ)
Чорно́морська ву́лиця — вулиця в Оболонському районі міста Києва, місцевість Куренівка. Пролягає від вулиці вулиці Гулаків-Артемовських до Корабельної вулиці.

## Історія
Вулиця виникла у 1950-х роках під назвою 730-та Нова. Сучасна назва — з 1953 року.